# پارک ملی آپنینو توسکو-امیلیانو
پارک ملی آپنینو توسکو-امیلیانو (به ایتالیایی: Parco nazionale dell'Appennino Tosco-Emiliano) یک پارک ملی در ایتالیا است که در توسکانی واقع شده‌است.